# Nico Harrison
Nico Tyrone Harrison, né le 28 décembre 1972, est un dirigeant américain de basket-ball professionnel et ancien joueur. Il est actuellement le manager général des Mavericks de Dallas, au sein de la National Basketball Association (NBA).
Après avoir joué au basket-ball universitaire à West Point et dans l’État du Montana, Harrison a joué au niveau professionnel en Belgique, au Japon, à International Basketball Association et au Liban pendant 5 ans.
En 2002, Harrison a commencé une carrière longue de 19 ans chez Nike, où il est devenu vice-président des opérations de basket-ball nord-américaines de Nike. En 2021, il est nommé manager général et président des opérations de basket-ball pour les Mavericks de Dallas, succédant à Donnie Nelson.

## Biographie

### Jeunesse
Harrison est né à Seattle, dans l’État de Washington. Il est le fils de Steve et Christie Harrison (née Martinez), et est le quatrième de leurs cinq enfants. Enfant, Harrison a joué au football américain et au basket-ball avant de se concentrer uniquement sur le basket-ball à la fin du collège. Harrison a fréquenté le lycée Tigard après avoir déterminé que ce serait sa meilleure chance d'obtenir une bourse d’études collégiales. À Tigard, il était un athlète multisports et est devenu une star du basket-ball.

### Université
Harrison est recruté par les écoles de la Pac-10, mais en raison d'une fracture de la cheville et d'une déchirure au pouce, au cours de ses deux dernières années de lycée, des questions de vulnérabilité physiques se posent. Seule la West Point a accepté de le recruter. En première année d'université, en 1991, Harrison obtient des moyennes de 9,7 points et 3,8 rebonds par match pour les Black Knights de l'Army. Il est sélectionné dans l’équipe de la Patriot League en 1992.
Après une année à West Point, il est transféré aux Bobcats de Montana State. En raison des règles de transfert de la NCAA, Harrison a dû renoncer à la saison 1992-1993. Au cours des trois saisons avec les Bobcats entre 1993 et 1996, Harrison a inscrit plus de 1 000 points, avec une moyenne de 12 points, 2,4 passes décisives et 4,2 rebonds par match. En 1996, dernière saison, Harrison aide les Bobcats à participer au tournoi de la NCAA. Harrison est sélectionné dans le meilleur cinq de la Big Sky Conference au cours de ses trois années avec les Bobcats. Harrison est titulaire d’un diplôme en sciences biologiques et médicales. En 2015, Harrison est intronisé au Hall of Fame des Bobcats de Montana State.

### Carrière professionnelle

#### Basket-ball
Harrison a joué sept ans au niveau professionnel, une saison pour l'équipe de Louvain en Belgique et deux ans au Hitachi Honsha Rising Sun au Japon. Harrison a joué pour le Black Hills Posse de l’International Basketball Association (IBA) au cours de la saison 1997-1998, où il a obtenu en moyenne  8,9 points et 3,2 rebonds par match. Sa dernière année à l’étranger est au Liban dans une équipe à Beyrouth.

#### Nike
Après sa carrière de joueur, Harrison est retourné en Oregon où il a occupé un poste de représentant des ventes pharmaceutiques. En 2002, un ami l’a informé d’un poste vacant chez Nike à titre de représentant régional pour la NBA. Harrison a fait une demande d’emploi et est embauché, déménageant à Dallas, au Texas, où le poste était basé. Dans le cadre de ce rôle, Harrison représentait des joueurs tels que Michael Finley, Dirk Nowitzki, Tim Duncan et Jermaine O'Neal. En 2003, Harrison a été promu à un poste de marketing national chez Nike, où il a travaillé avec des icônes comme Michael Jordan et Kobe Bryant. Harrison est finalement promu au poste de vice-président des opérations de basket-ball en Amérique du Nord, où il a travaillé jusqu’en 2021. Au cours de ses 19 années chez Nike, Harrison est devenu connu pour sa fiabilité et sa capacité à développer des liens personnels, ce qui en fait une figure populaire auprès des joueurs de la NBA.
Néanmoins, ce que le grand public retient son travail chez Nike, c'est une présentation ratée en 2013 pour Stephen Curry, où selon Harrison il l’aurait peut-être appelé Seth (le frère de Stephen), et la présentation utilisée était initialement faite pour Kevin Durant. Cela, ainsi que le fait de ne pas offrir à Curry une chaussure signature, a incité la superstar à quitter Nike et à signer avec Under Armour.

#### Mavericks de Dallas
Le 28 juin 2021, il est nommé président des opérations de basket-ball et manager général des Mavericks de Dallas de la National Basketball Association (NBA), succédant à Donnie Nelson. Cette nomination coïncide avec l’embauche de Jason Kidd en tant entraîneur principal. Au cours de ses trois premières saisons, les Mavericks atteignent à deux reprises les finales de conférence Ouest, ainsi que les Finales NBA 2024. Il signe alors une prolongation de contrat en juin 2024.
Il s'est fait défavorablement connaître du grand public, en février 2025, lors de l'échange décrié impliquant la star, Luka Dončić, aux Lakers de Los Angeles en échange d'Anthony Davis. Les fans et les médias ont réagi négativement à cette transaction, d’autant plus que les Mavericks venaient de participer aux Finales NBA la saison précédente avec une équipe construite autour de Dončić,. Harrison a défendu son transfert, déclarant que la défense remporte les titres et ajoutant qu’Anthony Davis est un exemple de la culture que le staff des Mavericks essaie de créer.